# 핫타역
핫타역(팔전역, 일본어: 八田駅, はったえき)은 일본 아이치현 나고야시 나카무라구와 나카가와구에 위치한 철도역이다.

## 이용 가능 철도 노선
- 도카이 여객 철도
  - 간사이 본선
- 나고야 시영 지하철
  - 히가시야마 선

## JR 도카이

### 타는 곳
섬식 승강장 1면 2선, 단선 승강장 1면 1선의 고가역 형태.
| 1 | ■ 간사이 본선 | 구와나·욧카이치·가메야마 방면 |
| 2 | 예비 승강장   |                               |
| 3 | ■ 간사이 본선 | 나고야 방면                   |

### 역사
- 1918년 7월 15일: 국유철도 간사이 본선 나고야 ~ 가니에 간 개통, 핫타 신호소 개설.
- 1922년 4월 1일: 핫타 신호장으로 변경.
- 1925년 4월 25일: 전용선 발차 화물 취급 개시.
- 1928년 2월 1일: 핫타역 영업 개시.
- 1980년 10월 1일: 전용선 발차 화물 취급 폐지.
- 1984년 2월 1일: 하물(荷物) 취급 폐지.
- 1987년 4월 1일: 국철분할민영화, 도카이 여객 철도・니혼 화물 철도의 계승.
- 2002년 4월 7일: 나고야 방면 0.5km 이전, 고가화.
- 2006년 4월: 역 남측의 역전 광장 및 로터리 완성.
  - 7월: TOICA 도입 수반.
  - 11월 25일: TOICA 도입.

### 인접역
| JR 도카이 ■ 간사이 본선 | JR 도카이 ■ 간사이 본선 | JR 도카이 ■ 간사이 본선 |
| ----------------------- | ----------------------- | ----------------------- |
| 나고야 나고야 방면      | ■ 보통                  | 하루타 가메야마 방면    |

## 나고야 시영 지하철

### 타는 곳
섬식 승강장 1면 2선 지하역.
| 1 | ■ 히가시야마 선 | 나고야·사카에·후지가오카 방면 |
| 2 | ■ 히가시야마 선 | 다카바타 방면                 |

### 역사
- 1982년 9월 21일: 영업 개시.

### 인접역
| 나고야 지하철 ■ 히가시야마 선 | 나고야 지하철 ■ 히가시야마 선 | 나고야 지하철 ■ 히가시야마 선 |
| ----------------------------- | ----------------------------- | ----------------------------- |
| H 01 다카바타 다카바타 방면   |                               | H 03 이와쓰카 후지가오카 방면 |

## 역세권 정보
- 미쓰비시 중공업
- 긴테쓰 핫타 역
- 현도 190호
- 현도 229호